# Боливия на летних Олимпийских играх 1976
Боливия принимала участие в Летних Олимпийских играх 1976 года в Монреале (Канада) в пятый раз за свою историю, но не завоевала ни одной медали.

## Состав сборной
За страну выступали 4 спортсмена (все — мужчины) в 4 видах спорта:
- лёгкая атлетика,
- велоспорт,
- конный спорт
- стрельба).

Самым молодым участником боливийской сборной был 23-летний велогонщик Марко Сориа, самым старшим — 49-летний стрелок Хайме Санчес.
Сориа стал первым и до 2008 года оставался единственным боливийским велогонщиком, выступавшим на Олимпиаде в шоссейных дисциплинах.

## Результаты

### Лёгкая атлетика
Мужской марафон состоялся в субботу, 31 июля 1976 года. Забег начался в 17:30 по местному времени.
Лусио Гуачалла пробежал марафон (мужчины) за 2:45:31 и занял 60 место.

### Велоспорт
Марко Сориа выступал на шоссе в индивидуальной гонке и на треке в гите на 1000 метров.
В шоссейной индивидуальной гонке с масс-стартом на 177,5 км Сориа сошёл с дистанции, как и большинство (76 из 143) участников.
В гите на 1000 метров занял 26-е место среди 28 участников, показав результат 1 минута 14,480 секунды.

### Стрельба
Соревнования по стрельбе прошходили в Монреале с 18 по 24 июля, без разделения на мужские и женские соревнования.
Хайме Санчес — пистолет, 50 метров — 85 очков: 39 место